# Austintown
Austintown ist ein Township im amerikanischen Bundesstaat Ohio. Der 1798 besiedelte Ort ist heute ein Vorort von Youngstown im Mahoning County. Austintown hat knapp 30.000 Einwohner. (Stand der Volkszählung von 2020.) Austintown verfügt über eine High School („Austintown-Fitch High School“), sowie über sechs Einkaufszentren und neun Kirchengebäude.

## Geographie
8 km östlich von Austintown liegt das Stadtzentrum von Youngstown. Youngstown und die umliegenden Orte war bis in die 1960er Jahre ein Zentrum der Stahlproduktion. Mit dem Niedergang dieser Industrie in Ohio verlor die Stadt und umliegende Gebiete mehr als die Hälfte ihrer Einwohner. 1960 hatte Youngstown noch ca. 166.000 Einwohner, 2007 waren es noch ca. 74.000.
Westlich von Austintown liegt West Austintown, ein weiteres Township aus der Connecticut Reserve. Durch das nordwestliche Ende von Austintown verlaufen die jeweils in Nordsüdrichtung verlaufenden State Routes OH 11 und OH 46.
Austintown hat eine Gesamtfläche von 30,2 km², darunter sind keine nennenswerten Gewässerflächen. Der in West Austintown entspringende Axe Factory Run fließt mäandrierend von Westen nach Osten zu seiner Mündung in den Mill Creek.

## Geschichte
In Austintown befinden sich zwei Gebäude, die in das National Register of Historic Places (NRHP) aufgenommen wurden, und damit unter Denkmalschutz stehen. Das Blockhaus „Austintown Log House“ ist das älteste noch existierende Gebäude im Ort, und wurde in einem Jahr zwischen 1801 und 1826 von Mary und John H. Packard erbaut. Die Enkel des Ehepaares, William Doud Packard und James Ward Packard, gründeten 1890 die Packard Electric Company, Vorläufer von Packard Electric (heute Delphi Packard Electric Systems) und Packard Motor Car Company. Das Austintown Log House wechselte mehrmals den Besitz, bis es ab 1963 leerstand. 1973 kaufte die benachbarte St. Andrews Episcopal Church das Grundstück mit dem Ziel, das in der Zwischenzeit verwahrloste Gebäude abzureißen. Beim Abbruch entdeckte man hinter der Klinkerfassade alte Baumstämme. Zwei Jahre später wurde das Haus unter Denkmalschutz gestellt, und mit Spenden restauriert.
Das zweite Gebäude im NRHP ist das „Judge William Shaw Anderson House“, auch bekannt als „Strock Stone House“.